# Набари
Набари (яп. 名張市 Набари-си) — город в Японии, в префектуре Миэ. Площадь города составляет 129,76 км², население — 78 742 человека (1 июня 2014), плотность населения — 606,83 чел./км².

## Экономика
Важное значение имеют энергетика (ГЭС Хинати и Сорендзи), машиностроение (заводы Takakita, Shin-Kobe Electric Machinery и Daibea), химическая промышленность (завод Toyobo / Mitsumoto Chemicals) торговля, транспорт и туризм.
- ГЭС Хинати
- ГЭС Сорендзи
- Храмовый комплекс

## Известные уроженцы
- Эдогава Рампо